# Los Pujols
Los Pujols (en catalán es Pujols) es una localidad y pedanía española perteneciente al municipio de Formentera, en la parte septentrional de la isla homónima, comunidad autónoma de las Islas Baleares. En plena costa mediterránea, cerca de esta localidad se encuentran los núcleos de San Fernando de las Rocas, San Francisco Javier y La Sabina.
Forma parte de la parroquia de San Fernando.

## Demografía
Según el Instituto Nacional de Estadística de España, en el año 2022 Los Pujols contaba con 806 habitantes censados, lo que representa el 7,06% de la población total del municipio.

### Evolución de la población
| Gráfica de evolución demográfica de Los Pujols entre 2012 y 2022 |
|                                                                  |
| Datos según el nomenclátor publicado por el INE.                 |

## Comunicaciones

### Carreteras
La principal vía de comunicación que transcurre por esta localidad es:
| Identificador | Denominación                             | Itinerario                            |
| ------------- | ---------------------------------------- | ------------------------------------- |
| PM-820-2      | De La Sabina a San Fernando de las Rocas | La Sabina - San Fernando de las Rocas |

## Cultura

### Fiestas
Los Pujols celebra sus fiestas en torno al 16 de julio en honor a la Virgen del Carmen, patrona del pueblo.